# Diplomacia da armadilha da dívida
A diplomacia da armadilha da dívida é um termo que descreve uma relação financeira internacional em que um país ou instituição credora concede dívida a uma nação tomadora, parcial ou exclusivamente, para aumentar a influência política do credor. Diz-se que o país credor concede crédito excessivo a um país devedor com a intenção de extrair concessões económicas ou políticas quando o país devedor se torna incapaz de cumprir com as suas obrigações de pagamento. As condições dos empréstimos muitas vezes não são divulgadas. O dinheiro emprestado geralmente paga por empreiteiros e materiais provenientes do país credor.
Um neologismo, o termo foi cunhado pela primeira vez pelo académico indiano Brahma Chellaney em 2017 para sustentar que o governo chinês empresta e depois alavanca o fardo da dívida de países menores para fins geopolíticos. O termo "diplomacia da armadilha da dívida" entrou no léxico oficial dos Estados Unidos, com dois governos sucessivos a empregar este termo. No entanto, muitos académicos, profissionais e grupos de reflexão declararam que as práticas de empréstimo da China não estão por trás dos problemas de dívida enfrentados pelos países devedores, e que os bancos chineses nunca apreenderam um ativo de qualquer nação e estão dispostos a reestruturar os termos dos empréstimos existentes.

## Origem e contexto
Em resposta à crise financeira de 2007-2008, os bancos centrais dos EUA e da Europa reduziram as taxas de juros, o que levou a baixas taxas de juros nos mercados privados desses países ao longo da década de 2010. Isto tornou esses mercados menos atraentes para os investidores, que se voltaram mais para países com mercados emergentes ou de fronteira em busca de retornos mais altos. Em 2013, a China, que foi menos afetada pela crise de 2008 do que os EUA e a Europa, iniciou a sua Iniciativa do Cinturão e Rota (BRI), disponibilizando empréstimos por meio dos seus bancos de políticas e outras empresas estatais para projetos de infraestrutura, principalmente nos mesmos tipos de mercados emergentes nos quais os investidores privados estavam se a concentrar. Isto levou a China a tornar-se o maior credor bilateral do mundo. À medida que a década avançava, muitos países com governos de baixos rendimentos entraram em situação de sobreendividamento na sequência de empréstimos anteriores em larga escala, com o FMI a estimar em 2019 que mais de 40% desses países estavam em situação de sobreendividamento ou em elevado risco de o sofrer.
Foi neste contexto que Brahma Chellaney publicou o seu artigo de 2017 "A Diplomacia da Armadilha da Dívida da China", onde lhe é amplamente atribuído o mérito de ter cunhado o termo. Chellaney afirmou que a BRI da China desmentia motivos geoestratégicos predatórios por parte do seu governo, visando "não apoiar a economia local" em países que contraíram empréstimos através dela, mas "facilitar o acesso chinês aos recursos naturais, ou abrir o mercado para produtos chineses de baixo custo e de má qualidade". Ele afirmou ainda que quando estes países entraram em dificuldades com dívidas, "foi ainda melhor para a China", permitindo que a China pressionasse estes países a contraírem mais empréstimos através dela, cedendo-lhe o controlo dos ativos estatais, ou alinhando a sua política externa com ela, em troca de alívio da dívida.
Esta hipótese atraiu grande interesse, sendo abordada em jornais importantes como The Guardian e The New York Times e reiterada em análises de política externa por outros académicos, e inspirando ansiedade nos governos dos EUA e dos seus aliados. A administração dos EUA apoiou publicamente a hipótese; Rex Tillerson, então Secretário de Estado dos EUA, criticou a China por "usar contratos opacos, práticas de empréstimos predatórios e acordos corruptos que atolaram as nações em dívidas e minaram a sua soberania, negando-lhes o crescimento autossustentável a longo prazo", num discurso proferido em Maio de 2018, dirigido aos governos africanos, antes de iniciar uma digressão oficial por lá. O Google retornou cerca de 2 milhões de resultados para “diplomacia da armadilha da dívida” até novembro.
A hipótese de Chellaney tornou-se objeto de controvérsia com académicos, jornalistas e analistas financeiros a publicarem refutações. Em 2023, de acordo com a Associated Press, formou-se um consenso entre os especialistas de que os empréstimos chineses a governos estrangeiros eram "demasiado aleatórios e desleixados para serem coordenados de cima", vindos de "dezenas de bancos no continente" sem sinais de qualquer plano geoestratégico abrangente. As crises da dívida entre os países de baixo e médio rendimento, que tinham vindo a crescer no final da década de 2010, só pioraram no início da década de 2020 com a pandemia da COVID-19 e o aumento dos preços das matérias-primas devido à invasão russa da Ucrânia, mas embora muitos destes países devessem grandes somas de dinheiro aos bancos chineses, muitos também tinham contraído empréstimos pesados junto de investidores privados e organizações como o FMI e o Banco Mundial, e a China não parecia estar numa boa posição para beneficiar de muitas destas crises.